# جون لانغدون (مصمم جرافيك)
جون لانغدون (بالإنجليزية: John Langdon)‏ هو مصمم جرافيك أمريكي، ولد في 19 أبريل 1946.